# Granica Liberije i Sijera Leonea
Granica Liberije i Sijera Leonea duga je 299 km i proteže se od tromeđe s Gvinejom na sjeveroistoku do Atlantskog oceana na jugozapadu.

## Opis
Granica počinje na sjeveru na tromeđi s Gvinejom na rijeci Moi, a zatim se nastavlja kopnom u smjeru jugozapada, nakon čega jednim dijelom prati rijeku Magowi; ovaj dio granice obuhvaća takozvani 'Papagajev kljun' okruga Kailahun u Sierra Leoneu. Granica zatim ide ravnom linijom prema jugu do rijeke Morro, a zatim slijedi ovu rijeku i Mano prema jugozapadu do Atlantika.

## Povijest
Državu Sierra Leone su osnovali Britanci 1780-ih kao utočište za spašene i oslobođene robove; područje oko Freetowna postalo je krunska kolonija 1808., a britanska se vlast postupno proširila na unutrašnjost tijekom sljedećih desetljeća. Liberija je osnovana kao kolonija za oslobođene američke robove 1822. godine; Sljedećih su godina uz obalu osnovana razna naselja, a većina njih se ujedinila u stvaranje Republike Liberije 1847. (Republika Maryland pridružila se kasnije 1857.).
Kako se afrička unutrašnjost počela dijeliti zbog borbe za Afriku 1880-ih, 11. studenog 1885. potpisan je anglo-liberijski ugovor o granici, koji je koristio rijeku Mano kao granicu; to je potom obostranim dogovorom prošireno dalje prema sjeveru u lipnju 1903. Ugovorom između Francuske i Liberije o razgraničenju granice između Francuske Gvineje i Liberije, Liberija je Francuskoj prepustila značajan pojas teritorija i time skratila granicu između Liberije i Sijera Leonea na otprilike sadašnju duljinu. Ujedinjeno Kraljevstvo i Liberija dodatno su izmijenile granicu u siječnju 1911., pri čemu je Liberija prepustila područje 'Papagajevog kljuna' Sierra Leoneu u zamjenu za teritorije istočno od rijeke Mano. Ovu novu granicu zatim je označilo zajedničko povjerenstvo 1913.–1914., a potvrdila sporazumom 1917. Neke dodatne male prilagodbe odobrene su ugovorom u siječnju 1930., pri čemu su kopneni dijelovi granice označeni na tlu stupovima.
Sierra Leone je stekla neovisnost 1961. godine i granica je tada postala granica između dvije neovisne države. Tijekom 1999-ih i ranih 2000-ih obje su države bile zahvaćene građanskim ratom, a pogranično područje postalo je vrlo nestabilno, s naoružanim pobunjenicima i izbjeglicama koji su često prelazili granicu.

## Vanjske poveznice
|  | Zajednički poslužitelj ima još gradiva o temi Granica Liberije i Sijera Leonea |